# Ulrich Schmid (Politiker)

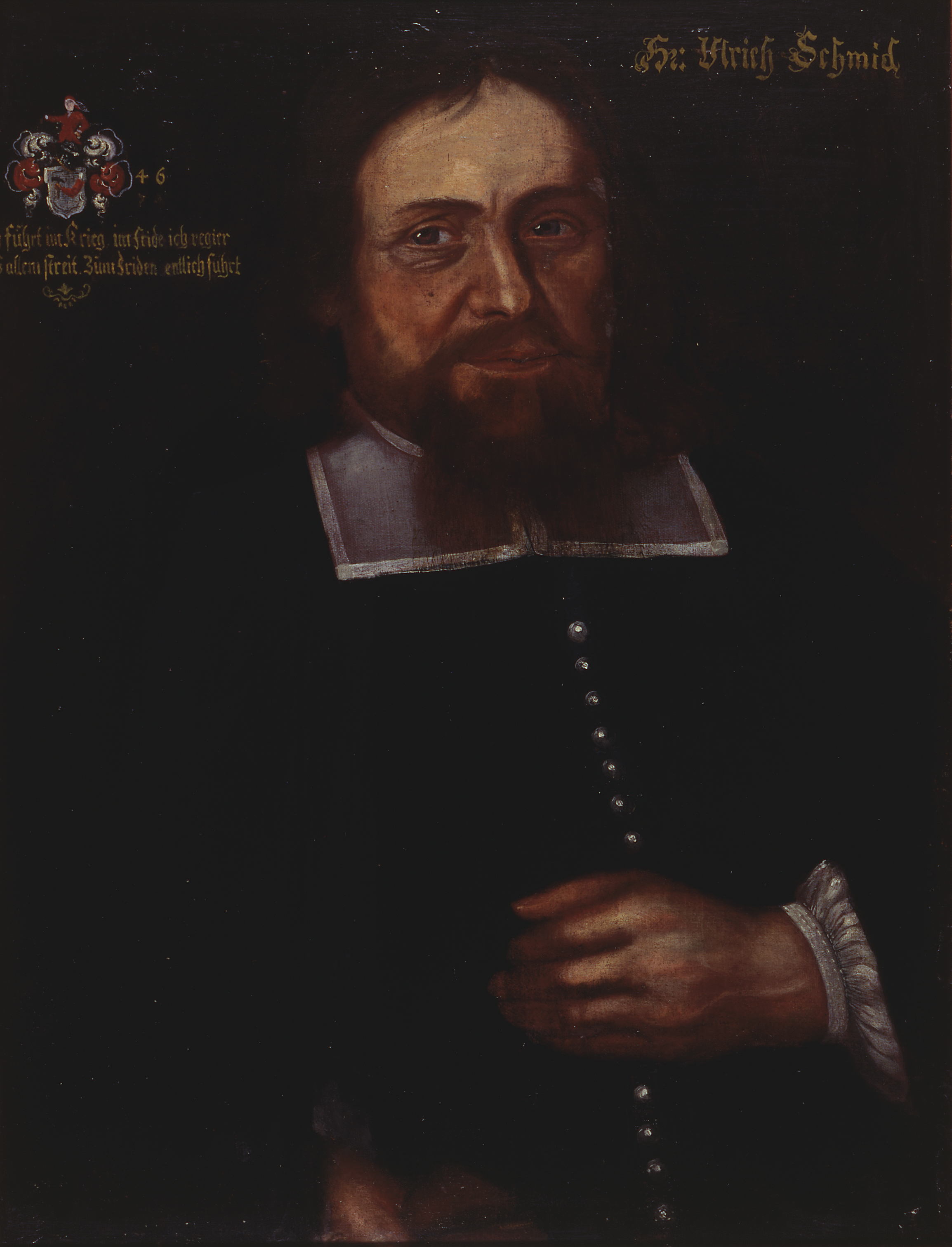
Ulrich Schmid, 11. Landammann von Appenzell Ausserrhoden 1665–1682

Ulrich Schmid (* 20. Juli 1626 in  Urnäsch; † 29. Dezember 1682 ebenda; heimatberechtigt in Urnäsch) war ein Schweizer Söldner, Landammann und Tagsatzungsgesandter aus dem Kanton Appenzell Ausserrhoden.

## Leben
Ulrich Schmid war der Sohn des Hans Schmid, eines in Katalonien verstorbenen Söldnerführers, und der Anna Mettler. Schmid ehelichte 1655 Regina Meyer, Tochter von Conrad Meyer. 1665 heiratete er Barbara Schiess (Scheuss), Tochter des Landeszeugherrs Hans Schiess.
Schmid stand von circa 1640 bis 1650 in französischen Kriegsdiensten und rückte bis zum Oberst auf. Danach war er ab circa 1654 Gemeindehauptmann von Urnäsch. Von 1663 bis 1665 war er Landesstatthalter. Schmid amtierte von 1665 bis 1682 als Ausserrhoder Landammann und Tagsatzungsgesandter. Er setzte sich für Verbesserungen im Wehrwesen ein. Zudem verfocht er die Solddienstinteressen Frankreichs und gehörte 1681 zur eidgenössischen Delegation beim Empfang des französischen Königs Ludwig XIV. in Ensisheim (Elsass).